# علی عطیف
علی عطیف (عربی: علي عطيف؛ زادهٔ ۱ مارس ۱۹۸۸) یک ورزشکار اهل عربستان سعودی است.